# Jan-Michael Gambill
Jan-Michael Gambill (ur. 3 czerwca 1977 w Spokane) – amerykański tenisista, reprezentant w Pucharze Davisa, zwycięzca turniejów w grze pojedynczej i podwójnej.
Jan-Michael Gambill jest synem Chucka oraz Diane. Ma również młodszego brata, Torreya. W tenisa zaczął grać w wieku 5 lat, a do zawodowego grona tenisistów przystąpił w wieku 19 lat, w sezonie 1996. W 2010 roku zakończył karierę tenisową, w trakcie której trenował go jego ojciec.

## Kariera
W kwietniu 1996 roku rozpoczął karierę zawodową. Do końca roku grał w turniejach kategorii ATP Challenger Tour oraz zawodach rangi ITF Men’s Circuit. Na początku roku 1997 przeszedł kwalifikacje do turnieju z cyklu ATP World Tour w Auckland, a w drabince głównej osiągnął ćwierćfinał.. W lipcu tego roku wygrał imprezę ATP Challenger Tour Aptos, pokonując w finale 6:0, 4:6, 6:3 Wade'a McGuire'a. Wziął również udział w wielkoszlemowym US Open, lecz przegrał w I rundzie ze Scottem Draperem 4:6, 3:6, 6:7.

### 1998
W sezonie 1998 Gambill przebrnął eliminacje do Australian Open, ale w turnieju głównym odpadł w I rundzie. W San José awansował do ćwierćfinału. Spotkanie o półfinał przegrał z Andre Agassim 5:7, 6:7. Ten sam wynik uzyskał w Scottsdale, gdzie ponownie spotkanie, którego stawką był półfinał, przegrał 3:6, 6:7 z Agassim.
Podczas rozgrywek ATP Masters Series w Indian Wells Amerykanin uzyskał półfinał pokonując po drodze m.in. Marka Philippoussisa oraz Andre Agassiego. W meczu o finał nie sprostał późniejszemu triumfatorowi rozgrywek, Marcelo Ríosowi przegrywając 6:7, 3:6. W Tokio Gambill doszedł do półfinału, wygrywając wcześniej z Timem Henmanem. Pojedynek o finał rozegrał z Andreim Pavelem, który wynikiem 6:4, 6:3 pokonał Amerykanina. W turniejach French Open i Wimbledonie odpadał w II rundzie, a w US Open osiągnął III rundę.
We wrześniu zadebiutował w reprezentacji USA podczas Pucharu Davisa, gdzie w półfinale Amerykanie rywalizowali z Włochami. Gambill ze swoich dwóch meczów przegrał najpierw 2:6, 6:0, 6:7(0), 6:7(4) z Andreą Gaudenzim, a potem pokonał Davide Sanguinettiego 4:6, 6:3, 6:3. Ostatecznie Włosi wygrali konfrontację 4:1. Na koniec roku wystąpił w turnieju w Stuttgarcie dochodząc do ćwierćfinału, gdzie mecz o półfinał przegrał z powodu kontuzji przy stanie 1:4 w pierwszym secie z Pete’em Samprasem.

### 1999
Na początku sezonu 1999 wystąpił w Australian Open, odpadając w I rundzie. W lutym uzyskał ćwierćfinał turnieju w Memphis. Swój pierwszy tytuł w turniejach rangi ATP World Tour Gambill odniósł w Scottsdale. W drodze po tytuł wyeliminował m.in. Pete’a Samprasa, Andre Agassiego, a w finale pokonał 7:6, 4:6, 6:4 Australijczyka Lleytona Hewitta.
Podczas rozgrywek w grze podwójnej w turnieju ATP Masters Series w Miami Gambill, wraz z Borisem Beckerem, awansował do finału, lecz w meczu o tytuł przegrał z parą Wayne Black-Sandon Stolle 1:6, 1:6. W singlu podczas French Open przegrał swoje spotkanie w I rundzie, a w Wimbledonie w II rundzie. W grze podwójnej w Long Island Amerykanin doszedł do swojego kolejnego w sezonie finału grając wspólnie ze Scottem Humphriesem. Spotkanie finałowe zagrali przeciwko duetowi Olivier Delaître i Fabrice Santoro. Francuzi wygrali mecz, a zarazem cały turniej 7:5, 6:4. W US Open, zarówno w singlu jak i deblu odpadał w II rundzie.
W turnieju rozgrywanym w Sztokholmie tenisista amerykański doszedł w grze pojedynczej do półfinału, w którym przegrał z Magnusem Gustafssonem, natomiast w grze podwójnej awansował do finału (z Humphriesem), ale pojedynek o mistrzowski tytuł ostatecznie przegrał 3:6, 6:3, 1:6 z Jonasem Björkmanem i Byronem Blackiem.

### 2000
2000 Rok Amerykanin zaczął od startu w wielkoszlemowym Australian Open, gdzie w singlu odpadł w I rundzie, a w deblu doszedł do III fazy rozgrywek. Na początku lutego wygrał turniej w grze podwójnej w San José. W finałowym meczu pokonał wraz ze Scottem Humphriesem parę Lucas Arnold Ker-Eric Taino 6:1, 6:4. Kolejny finał w deblu osiągnął w Londynie (z Humphriesem), ale finałowe spotkanie przegrał 3:6, 7:6(7), 6:7(11) z Davidem Adamsem oraz Johnem-Laffniem de Jagerem.
W grze pojedynczej Gambill, podczas rozgrywek w Miami awansował do ćwierćfinału, eliminując wcześniej Philippoussisa. Mecz o półfinał przegrał 4:6, 6:7(3) z Lleytonem Hewittem. Z French Open odpadł w II rundzie. Na trawiastych kortach w Nottingham Gambill awansował do półfinału, ale potem został pokonany przez Byrona Blacka.
Na Wimbledonie Amerykanin osiągnął swój pierwszy wielkoszlemowy ćwierćfinał w grze pojedynczej, po zwycięstwach m.in. nad Hewittem oraz z Fabrice’em Santoro. W ćwierćfinale zmierzył się z Pete’em Samprasem, któremu uległ 4:6, 7:6(4), 4:6, 4:6. W lipcu otrzymał powołanie do reprezentacji USA na półfinał Pucharu Davisa przeciwko Hiszpanii. Amerykanie przegrali tę fazę turnieju 0:5.
Pod koniec lipca gambill osiągnął finał zarówno w grze pojedynczej, jak i podwójnej w Los Angeles. W finale singla poddał mecz przy stanie 1:1 (7:6(2), 3:6, krecz) w setach Michaelowi Changowi. Kontuzja uniemożliwiła również występ Gambillowi w finale debla, dzięki czemu australijska para Paul Kilderry i Sandon Stolle wygrała poprzez walkower. podczas zawodów w Waszyngtonie zawodnik amerykański osiągnął w grze pojedynczej ćwierćfinał. W sierpniu wywalczył finał w grze podwójnej podczas turnieju w Long Island, gdzie w finale spotkał się wraz z Humphriesem z zespołem Jonathan Stark-Kevin Ullyett. Gambill i jego partner deblowy przegrali pojedynek 4:6, 4:6.
W ostatnim w sezonie wielkoszlemowym turnieju, US Open, Amerykanin w singlu dotarł do III rundy, wygrywając w I rundzie z Mardym Fishem 5:7, 5:7, 6:4, 6:3, 6:2. Następnie pokonał Marka Philippoussisa 6:4, 6:4, 6:4, a w walce o IV rundę zagrał z Thomasem Johanssonem, któremu uległ 6:3, 3:6, 6:7(5), 6:7(1). W deblu odpadł z rywalizacji w II rundzie.

### 2001
Sezon zaczął od I rundy gry pojedynczej w Australian Open, natomiast w deblu doszedł do II fazy rozgrywek. W Mediolanie w singlu oraz w Memphis awansował do ćwierćfinałów. W połowie lutego bronił barw narodowych w Pucharze Davisa przeciwko Szwajcarii. W grze pojedynczej Gambill pokonał Michela Kratochvila, a przegrał z Rogerem Federerem, z kolei w grze podwójnej poniósł porażkę z parą Roger Federer i Lorenzo Manta grając wspólnie z Justinem Gimelstobem.
Podczas rozgrywek w San José doszedł w grze pojedynczej do półfinału, w którym przegrał z Andre Agassim 4:6, 4:6, a w deblu awansował do finału grając tym razem wspólnie z Jonathanem Starkiem. Przeciwnikami amerykańskiej pary był duet Mark Knowles-Brian MacPhie, który ostatecznie wygrał spotkanie 6:3, 7:6(4). W turnieju w Delray Beach Gambill zdobył mistrzowski tytuł w singlu oraz w grze podwójnej. Podczas zawodów ATP Masters Series w Indian Wells osiągnął ćwierćfinał, w którym został wyeliminowany przez Jewgienija Kafielnikowa. W Miami awansował do finału pokonując m.in. w półfinale Lleytona Hewitta. W finale Gambill zmierzył się z Agassim, któremu uległ 6:7(2), 1:6, 0:6.
W French Open i Wimbledonie przegrywał w I rundzie. Na turnieju w Los Angeles w singlu doszedł do ćwierćfinału, a w grze podwójnej osiągnął swój kolejny finał, w którym przegrał z Bobem Bryanem i Mikiem Bryanem 5:7, 6:7(6). Partnerem Gambilla był wówczas Andy Roddick.
W sierpniu, podczas turnieju ATP Masters Series w Cincinnati awansował do ćwierćfinału, w którym spotkał się z Timem Henmanem, przegrywając 6:4, 2:6, 2:6. W US Open zakończył swój udział na II rundzie.

### 2002
Rok zainaugurował od I rundy w Australian Open. W lutym dotarł do trzech półfinałów, najpierw w Memphis, następnie w San José i w Delray Beach. Podczas rozgrywek ATP Masters Series w Indian Wells i Miami dochodził do III rundy. Swój pierwszy finał w sezonie osiągnął Houston, w grze podwójnej, rozgrywając pojedynek o tytuł przeciwko parze Mardy Fish-Andy Roddick. Gambill wraz z Graydonem Oliverem przegrali mecz 4:6, 4:6.
Turniej ATP Masters Series w Hamburgu zakończył się zwycięstwem Amerykanina w grze podwójnej, który w parze z Maheshem Bhupathim zwyciężył w finale z Jonasem Björkmanem i Toddem Woodbridge’em 6:2, 6:4, a w półfinale pokonał Boba Bryana i Mike’a Bryana. Pod koniec lipca Gambill doszedł w grze pojedynczej do finału imprezy w Los Angeles, pokonując w drodze do finału m.in. Kiefera oraz Andy’ego Roddicka. W meczu o tytuł zmierzył się z Agassim, któremu nie sprostał przegrywając 2:6, 4:6. W ostatnim w sezonie wielkoszlemowym turnieju, US Open, uzyskał IV, wygrywając po kolei z Julianem Knowlem, Carlosem Moyą i Gastónem Gaudio. W meczu o ćwierćfinał zagrał ponownie z Agassim, odpadając po trzysetowej porażce.
Trzeci turniej w grze podwójnej Amerykanin wygrał w Hongkongu grając wspólnie z Graydonem Oliverem. W finałowej rozgrywce pokonali Australijczyków Wayne’a Arthursa i Andrew Kratzmanna 6:7(2), 6:4, 7:6(4). Tydzień po tym wyniku Amerykanin awansował do kolejnego finału w deblu, tym razem w Tokio (z Oliverem), jednak decydujący mecz przegrał z parą Jeff Coetzee-Chris Haggard 6:7(4), 4:6.

### 2003
Sezon rozpoczął od awansu do finału turnieju w Ad-Dausze. We wcześniejszych rundach wyeliminował m.in. Rogera Federera oraz Michaiła Jużnego. Mecz finałowy przegrał 4:6, 4:6 z Austriakiem Stefanem Koubkiem. Z Australian Open odpadł w II rundzie.
Trzeci singlowy tytuł Gambill wywalczył w Delray Beach, eliminując w drodze po tytuł Nicolasa Kiefera, Justina Gimelstoba, Flávio Sarettę, Roberta Kendricka, a w samym finale 6:0, 7:6 Mardy'ego Fisha. Następnie Gambill awansował do finału w grze podwójnej w Houston, ale finałowe spotkanie przegrał 4:6, 3:6 z duetem Mark Knowles-Daniel Nestor. W zawodach zawodnik tworzył parę z Graydonem Oliverem.
W wielkoszlemowym French Open został pokonany 0:6, 2:6, 3:6 w I rundzie przez Fernando Gonzáleza, natomiast w Wimbledonie odpadł w II fazie turnieju po porażce z Mardym Fishem 4:6, 4:6, 1:6. Czwarty tytuł w grze podwójnej zdobył w Los Angeles grając w parze z Travisem Parrottem. W finale pokonali 6:4, 3:6, 7:5 zespół Joshua Eagle-Sjeng Schalken. W US Open awansował do II rundy, lecz spotkanie o dalszą fazę turnieju przegrał 4:6, 4:6, 4:6 z Jiřím Novákiem. Na twardych kortach w Tokio tenisista amerykański osiągnął ćwierćfinał. Mecz o półfinał przegrał z Sébastienem Grosjeanem.

### 2004
Rok rozpoczął od II rundy w Melbourne. W lutym awansował do ćwierćfinałów imprez w San José oraz w Memphis, a w marcu kolejny ćwierćfinał osiągnął w Scottsdale.
Na kortach im. Rolanda Garrosa odpadł w I rundzie. W Wimbledonie doszedł do III rundy, pokonując Maksa Mirnego i Daniele Braccialiego. W meczu o IV rundę zmierzył się z Sébastienem Grosjeanem, przegrywając 6:7(5), 3:6, 2:6. W US Open Amerykanin został wyeliminowany w II rundzie. Najpierw pokonał Rajeeva Rama, ale mecz o III rundę przegrał 4:6, 5:7, 5:7 z Joachimem Johanssonem.
W październiku doszedł do ćwierćfinału turnieju w Szanghaju. Spotkanie, którego stawką był półfinał, przegrał z Jiřím Novákiem 3:6, 3:6.

### 2005–2010
Na początku sezonu 2005 odpadł w I rundzie z Australian Open po porażce z Takao Suzukim. W Memphis doszedł do ćwierćfinału pokonując po drodze Nováka. Mecz o półfinał przegrał z późniejszym zwycięzcą rozgrywek, Kennethem Carlsenem 6:7(7), 5:7. W tym samym roku nie wystąpił w French Open, a w kwalifikacjach do Wimbledonu został pokonany przez No’ama Okuna. W ostatnim w sezonie wielkoszlemowym turnieju, US Open, w I rundzie zmierzył się z Nicolásem Massú, odpadając po porażce 6:7(4), 2:6, 3:6. W październiku zwyciężył w zawodach ATP Challenger Tour w grze podwójnej w Carson.
W dalszych latach swojej kariery wielokrotnie musiał się zmagać z kontuzjami. W 2006 roku nie rozegrał żadnego meczu. Do gry powrócił w 2007 roku, rywalizując głównie w rozgrywkach z cyklu ITF Men’s Circuit i ATP Challenger Tour. We wrześniu 2009 roku osiągnął m.in. półfinał zawodów ITF Men’s Circuit (F23) w USA, gdzie przegrał z Michaelem McClunem.

### Finały w turniejach ATP World Tour
| Legenda                       |
| Wielki Szlem                  |
| Tennis Masters Cup            |
| ATP Masters Series            |
| Igrzyska olimpijskie          |
| ATP International Series Gold |
| ATP International Series      |

#### Gra pojedyncza (3–4)
| Nr | Końcowy wynik | Rok  | Turniej      | Nawierzchnia | Przeciwnik     | Wynik finału       |
| 1. | Zwycięzca     | 1999 | Scottsdale   | Twarda       | Lleyton Hewitt | 7:6, 4:6, 6:4      |
| 2. | Finalista     | 2000 | Los Angeles  | Twarda       | Michael Chang  | 7:6(2), 3:6, krecz |
| 3. | Zwycięzca     | 2001 | Delray Beach | Twarda       | Xavier Malisse | 7:5, 6:4           |
| 4. | Finalista     | 2001 | Miami        | Twarda       | Andre Agassi   | 6:7(2), 1:6, 0:6   |
| 5. | Finalista     | 2002 | Los Angeles  | Twarda       | Andre Agassi   | 2:6, 4:6           |
| 6. | Finalista     | 2003 | Doha         | Twarda       | Stefan Koubek  | 4:6, 4:6           |
| 7. | Zwycięzca     | 2003 | Delray Beach | Twarda       | Mardy Fish     | 6:0, 7:6           |

#### Gra podwójna (5–11)
| Nr  | Końcowy wynik | Rok  | Turniej      | Nawierzchnia  | Partner         | Przeciwnicy w finale              | Wynik finału         |
| 1.  | Finalista     | 1999 | Miami        | Twarda        | Boris Becker    | Wayne Black Sandon Stolle         | 1:6, 1:6             |
| 2.  | Finalista     | 1999 | Long Island  | Twarda        | Scott Humphries | Olivier Delaître Fabrice Santoro  | 5:7, 4:6             |
| 3.  | Finalista     | 1999 | Sztokholm    | Twarda (hala) | Scott Humphries | Piet Norval Kevin Ullyett         | 5:7, 3:6             |
| 4.  | Zwycięzca     | 2000 | San José     | Twarda (hala) | Scott Humphries | Lucas Arnold Ker Eric Taino       | 6:1, 6:4             |
| 5.  | Finalista     | 2000 | Londyn       | Twarda (hala) | Scott Humphries | David Adams John-Laffnie de Jager | 3:6, 7:6(7), 6:7(11) |
| 6.  | Finalista     | 2000 | Los Angeles  | Twarda        | Scott Humphries | Paul Kilderry Sandon Stolle       | walkower             |
| 7.  | Finalista     | 2000 | Long Island  | Twarda        | Scott Humphries | Jonathan Stark Kevin Ullyett      | 4:6, 4:6             |
| 8.  | Finalista     | 2001 | San José     | Twarda (hala) | Jonathan Stark  | Mark Knowles Brian MacPhie        | 3:6, 6:7(4)          |
| 9.  | Zwycięzca     | 2001 | Delray Beach | Twarda        | Andy Roddick    | Thomas Shimada Myles Wakefield    | 6:3, 6:4             |
| 10. | Finalista     | 2001 | Los Angeles  | Twarda        | Andy Roddick    | Bob Bryan Mike Bryan              | 5:7, 6:7(6)          |
| 11. | Finalista     | 2002 | Houston      | Ceglana       | Graydon Oliver  | Mardy Fish Andy Roddick           | 4:6, 4:6             |
| 12. | Zwycięzca     | 2002 | Hamburg      | Ceglana       | Mahesh Bhupathi | Jonas Björkman Todd Woodbridge    | 6:2, 6:4             |
| 13. | Zwycięzca     | 2002 | Hongkong     | Twarda        | Graydon Oliver  | Wayne Arthurs Andrew Kratzmann    | 6:7(2), 6:4, 7:6(4)  |
| 14. | Finalista     | 2002 | Tokio        | Twarda        | Graydon Oliver  | Jeff Coetzee Chris Haggard        | 6:7(4), 4:6          |
| 15. | Finalista     | 2003 | Houston      | Ceglana       | Graydon Oliver  | Mark Knowles Daniel Nestor        | 4:6, 3:6             |
| 16. | Zwycięzca     | 2003 | Los Angeles  | Twarda        | Travis Parrott  | Joshua Eagle Sjeng Schalken       | 6:4, 3:6, 7:5        |

### Starty wielkoszlemowe (gra pojedyncza)
| Turniej         | 1996 | 1997 | 1998 | 1999 | 2000 | 2001 | 2002 | 2003 | 2004 | 2005 | Wygrane turnieje | Bilans w turnieju |
| --------------- | ---- | ---- | ---- | ---- | ---- | ---- | ---- | ---- | ---- | ---- | ---------------- | ----------------- |
| Australian Open | –    | –    | 1R   | 1R   | 1R   | 1R   | 1R   | 2R   | 2R   | 1R   | 0 / 8            | 2–8               |
| French Open     | –    | –    | 2R   | 1R   | 2R   | 1R   | 1R   | 1R   | 1R   | –    | 0 / 7            | 2–7               |
| Wimbledon       | –    | –    | 2R   | 2R   | QF   | 1R   | 2R   | 2R   | 3R   | –    | 0 / 7            | 10–7              |
| US Open         | –    | 1R   | 3R   | 2R   | 3R   | 2R   | 4R   | 2R   | 2R   | 1R   | 0 / 9            | 11–9              |